# José Carlos Herrera
José Carlos Herrera Vargas (né le 5 février 1986 à Monterrey) est un athlète mexicain, spécialiste du sprint.
Il codétient le record du Mexique du 100 m en 10 s 21 (à Xalapa le 29 août 2014) et détient celui du 200 m en 20 s 35 à Ninove le 2 août 2014. Le 29 mai 2015, il porte son record sur 200 m à 20 s 33 à Mexico. Le 16 avril 2016, il l'améliore à 20 s 17, record national, lors des MSR à Norwalk, avec un vent favorable de 0,9 m/s.